# Carlo Vittorio Varetti
Carlo Vittorio Varetti oder Varetto (* 1884 in Turin; † 19. Oktober 1963 ebenda) war ein italienischer Fußballspieler und -funktionär.

## Leben und Karriere
Carlo Vittorio Varetti gehörte zu der Gruppe von 13 Studenten des Turiner Massimo-d’Azeglio-Gymnasiums, die am 1. November 1897 den Fußballverein Juventus Turin gründete. Der Halbstürmer nahm für den Klub zwischen 1900 und 1907 an der italienischen Fußballmeisterschaft teil und absolvierte dabei 23 Partien, in denen ihm zwei Tore gelangen. Im Jahr 1905 gewann Varetti mit Juve den ersten Meistertitel der Vereinsgeschichte.
Im Jahr 1907 folgte Carlo Vittorio Varetti dem Schweizer Alfredo Dick, der den Klub verlassen und an der Gründung des Foot Ball Club Torino mitgewirkt hatte, als Präsident von Juventus Turin. Varetti bekleidete dieses Amt bis 1910.

## Erfolge
- Italienische Meisterschaft: 1905

## Verweise